# 逸見良造
逸見 良造（へんみ りょうぞう） は、日本の作曲家、編曲家、キーボーディスト。
愛称はハービー（大塚博堂のバックバンド、スクランブル・ダスティン・バンド時代）。
菅原洋一、布施明、中尾ミエ、フォーリーブス、伊東ゆかり、島倉千代子、九重佑三子、天地総子、今陽子、岩本公水、森若里子、河合奈保子、松本伊代、佐野量子、早見優などが楽曲披露時に、キーボードで参加。

## 略歴
1965年、TBS・東京音楽祭でのキーボーディストとしてプロ・デビュー。NHK紅白歌合戦レギュラーキーボーディストに就任。
1979年、山口百恵コンサート・バックバンドのコンサートマスター、ピアニスト、編曲家としてツアーに参加、引退まで在籍。
1983年、TBS「ザ・ベストテン」レギュラーキーボーディストに就任。
1989年、「NHK歌謡コンサート」レギュラーキーボーディストに就任。
1993年、「NHKのど自慢」関東地区でのレギュラーキーボーディストに就任。

## 歌手活動
シングル・アルバム含めて35曲リリース

## 作曲・編曲活動
ケロコ「主人の母でなかったら」（編曲）
山本譲二「風鈴」（編曲）
フジテレビ「ペット百科」「暮らしの歳時記」（作曲）
NHK紅白歌合戦　編曲担当
ミュージカル座「結婚物語」（作曲・音楽担当）

## ディスコグラフィ
アルバム「With a Song in My Heart」
作曲・編曲・演奏・デスクトップミュージック・ボーカル・音楽監督としてシリーズで5枚をリリース